# 樹若菜
樹 若菜 (いつき わかな、1983年2月3日 - ) は、日本の元AV女優。
千葉県出身。血液型:AB型。身長:148cm。スリーサイズ:B82・W57・H83。
元ウィナーズアソシエーション所属。

## 略歴・人物
2001年頃にAVデビュー。
2002年5月には、長瀬愛、堤さやか、桃井望と｢minx｣を結成し、CDをリリースするなどアイドルとしての活動を開始する。同年10月、桃井の死去によりユニットは解散した。
2003年に引退。

## 出演作品

### アダルトビデオ
2001年
- 束縛 VOL 01 コスプレ愛奴ル 若菜18歳（10月1日、ユープランニング）
- 幼淫悪戯 ～いたずら～（11月28日、グローリークエスト）
- 青い性欲 樹若菜 ディレクターズロングバージョン完全版（12月7日、ドグマ）
- ロリChuChu わかなちゃん（12月14日、アイルビークリエイト）
- 私立ロ●ータ学園 上巻（12月18日、オブテイン・フューチャー）
- 私立ロ●ータ学園 下巻（12月18日、オブテイン・フューチャー）

2002年
- シェイクイット!デュアル（1月7日、オブテイン・フューチャー）
- どうか私を縛って下さい…（1月15日、オブテイン・フューチャー）
- 芽生え3 あゆちゃん（1月18日、桃太郎映像出版）
- 妹のくちびる こんなに濡らして･･･ ごめんね、おにいちゃん（1月31日、アテナ映像）
- PAJAMAS de KISS ME 5（2月12日、オブテイン・フューチャー）
- shake it!Ona（2月14日、オブテイン・フューチャー）
- ロリChuChu わかなちゃん パート2（2月14日、アイルビークリエイト）
- 夜行バス×ロ●ータ（2月20日、SODクリエイト）
- ロリプチデート（3月2日、グローリークエスト）
- shake it!（3月8日、オブテイン・フューチャー）
- 折檻 ブルセラいじめ（3月14日、グローリークエスト）
- まるごとわかな（3月15日、ネクストイレブン）
- おにいちゃんにしてア・ゲ・ル 4（3月21日、クリスタル映像）
- バーチャル ぼくのいもうと…（3月22日、ケイ・エム・プロデュース）
- イジメられっ子（4月2日、ワイルドサイド）
- マン汁塾 11 ロ●ータ編（5月7日、エクストリーム）
- つぼみ（5月10日、ビッグモーカル）
- バーチャルデート 樹若菜ちゃん（5月15日、ホットエンターテイメント）
- 譲れない... THE 我流オナニー 2（5月15日、ネクストイレブン）
- 女子校生れず先輩と私 41（5月16日、U&K）
- 新型マジックミラー号21誕生記念 全国出張MM号ファン感謝祭 静岡県遊楽聴店編（5月17日、SODクリエイト）
- 24人のカリスマアイドル（5月17日、ケイ・エム・プロデュース）
- スクール水着 狩（6月7日、ケイ・エム・プロデュース）
- BLACK GANG BANG（6月8日、アイデアポケット）
- いもうとをそだてよう!（6月15日、メディアステーション）オムニバス作品
- 少女いたずら ロリ少女の白い躰（6月26日、タカラ映像）
- ロ●ータ狂い3（6月28日、グラフィティジャパン）
- 樹若菜 DX（6月28日、ワイルドサイド）
- ロリータ監禁レズ（7月19日、SODクリエイト）[1]
- 幼恥若菜 樹若菜（8月4日、ナチュラルハイ）
- 中出しだぴょん!（9月8日、エピソード）
- 樹若菜 ドキュメント8時間（9月13日、ロイヤル・アート）
- ロスト バースディ 全裸デコレーション ～誕生日に処女喪失！涙の近親三輪車輪姦～（9月20日、アイエナジー）
- 小便ぶっかけ（9月22日、IYZ）
- 中出し最強20連発（9月22日、淫乱映像）
- クロロフォルム残虐レイプ（9月22日、masochism）
- 銀行強盗事件 ～知られざる真実～（10月5日、アイエナジー）
- ADハルナの接吻バトルロワイヤル（10月5日、ナチュラルハイ）
- プチアイドルの「お宝」的アプローチ（10月15日、ホットエンターテイメント）
- 超☆美少女接吻 VOL.2（10月19日、忠実堂）
- 龍蛇の緊縛慕情 9（10月26日、月光）
- 未熟 Vol.3（11月8日、ディースリー）
- 聖少女 操り人形 [樹若菜]（11月20日、アイエナジー）
- DOUBLE EYE 03（11月20日、ドリームチケット）
- SCHOOL SWIM WEAR 2（11月20日、未来 フューチャー）
- 大暴露（11月20日、ネクストイレブン）
- 痴ロリ2（12月6日、SODクリエイト）
- アンドメイド（12月6日、SODクリエイト）
- 新任女教師 君を犯したいスペシャル 輪姦伝説（12月6日、アイエナジー）
- ヤンママはAVアイドル（12月6日、TMA）
- 24人のカリスマアイドル2（12月13日、ケイ・エム・プロデュース）
- ロリータザーメン 樹若菜（12月20日、SODクリエイト）
- 人気女優8人が!!（12月20日、ネクストイレブン）

2003年
- Virtual Panst Onanie[コスプレ編]メイド ナース チャイナ（1月21日、ジャネス）
- ロリ、誘拐。（1月23日、ワープエンタテインメント）
- ブラックハイスクール（2月8日、アイデアポケット）
- アイドール Vol.7（2月25日、アイドール） ※激薄・薄消し作品
- 学園遊戯（2月28日、aini（ピエロ)）
- ドリーム学園 6（4月1日、MOODYZ）
- BABY FACE MAGIC（4月9日、ジャネス）
- ブルマ◆ニンジャ 弐（4月19日、ナチュラルハイ）
- 樹若菜 10番勝負（4月25日、aini (ピエロ)）
- 女王様 girls（4月30日、KUKI）
- エンジェル インフェルノ Vol.9 樹若菜、小山歩（5月15日、DAA Club）※激薄・薄消し作品
- IDOL LES 樹若菜・双葉このみ（5月21日、ジャネス）
- 8人の眠り姫たち 前編（8月3日、アイエナジー）
- 8人の眠り姫たち 後編（9月5日、アイエナジー）
- Loose sex（9月9日、ジャネス）

2008年
- 完全限定生産 SOFT ON DEMAND ClassicBox Platinum（10月9日、SODクリエイト）

### DVDPG
2002年
- 樹若菜 飼育ゲーム（8月9日、Z）

## 書籍

### 写真集
- vita005（2003年1月、ぶんか社、撮影：浜田一喜）ISBN 978-4821125005